# Ardisia scortechinii
Ardisia scortechinii King & Gamble – gatunek roślin z rodziny pierwiosnkowatych (Primulaceae). Występuje naturalnie w Malezji – w stanie Perak. 

## Morfologia
PokrójZimozielone drzewo dorastające do 16 m wysokości.
LiścieBlaszka liściowa jest skórzasta i ma odwrotnie jajowaty kształt. Mierzy 18 cm długości oraz 5 cm szerokości, jest całobrzega, ma tępą lub klinową nasadę i spiczasty wierzchołek. Ogonek liściowy jest nagi i ma 10 mm długości.
KwiatyZebrane po 8–12 w wierzchotkach przypominających baldachy, wyrastających z kątów pędów. Mają działki kielicha o owalnym kształcie i dorastające do 6 mm długości. Płatki są owalne i mają różową barwę oraz 4 mm długości.
OwocPestkowce mierzące 7-8 mm średnicy, o kulistym kształcie.

## Biologia i ekologia
Rośnie w lasach. 

## Zmienność
W obrębie tego gatunku wyróżniono jedną odmianę:
- A. scortechinii var. trengganuensis C.M.Hu